# Incendio di Cracovia

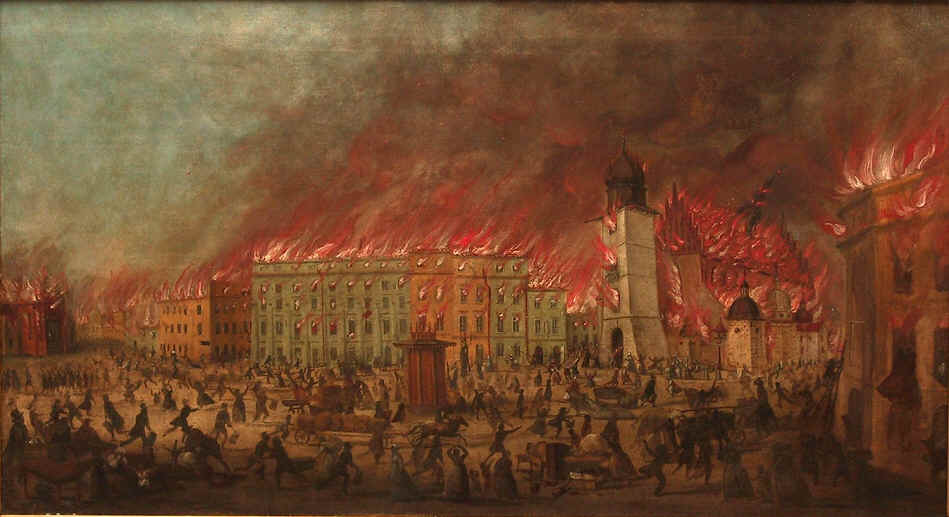
L'incendio di Cracovia dipinto da Baltazar Stachowicz con la Basilica della Santa Trinità sulla destra

L'incendio di Cracovia iniziò il 18 luglio 1850 e durò diversi giorni. Si stima che abbia distrutto circa il 10% della città di Cracovia, che al tempo faceva parte del distretto dell'Impero austriaco del Granducato di Cracovia.

## Avvenimenti
Nel 1850 la città di Cracovia era ancora costituita soprattutto da edifici di legno risalenti al XVIII secolo e anche quelli in muratura presentavano molti elementi in legno. La città inoltre aveva scarse infrastrutture idriche e nessun servizio antincendio a tempo pieno.

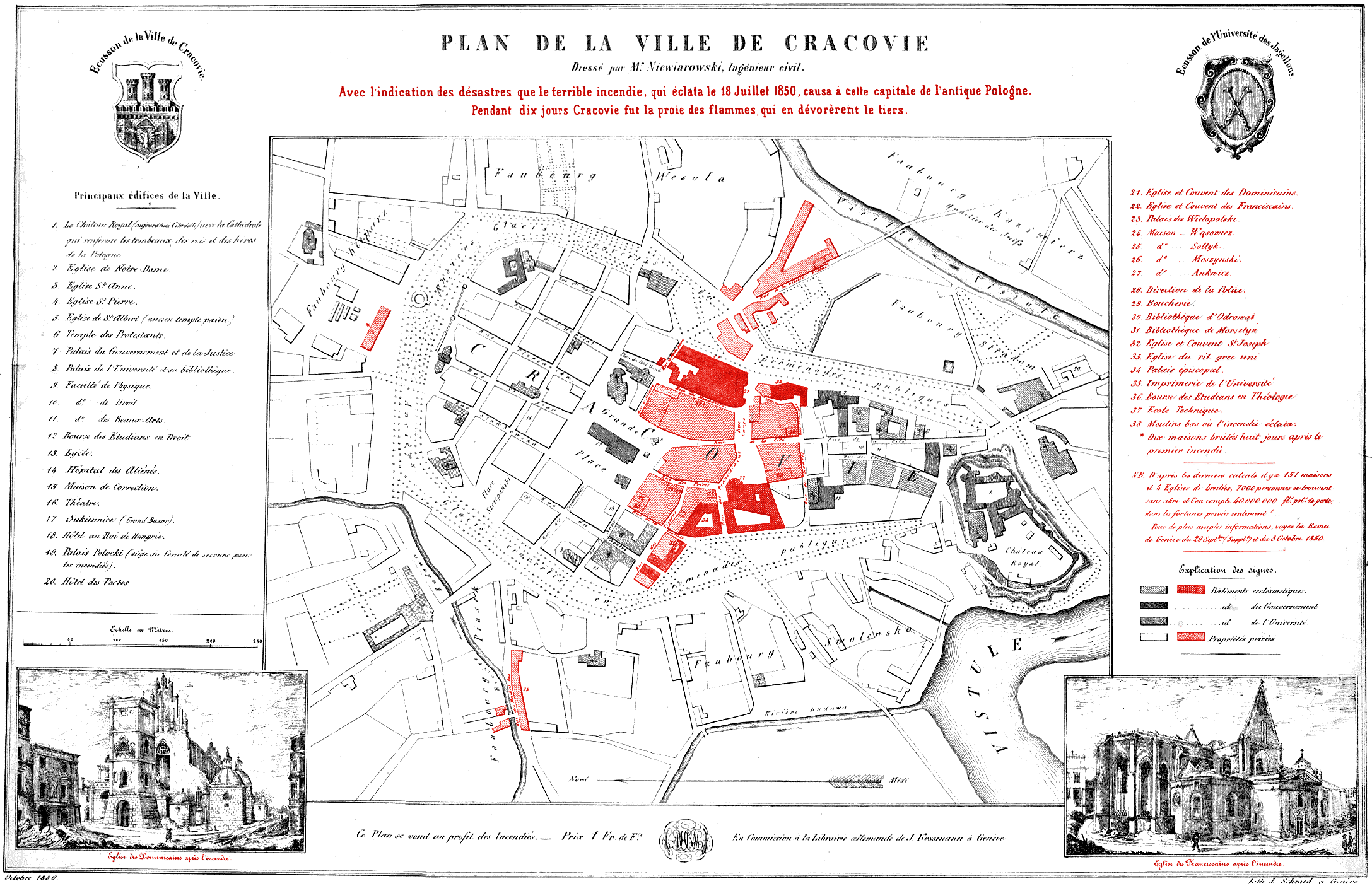
Mappa di Cracovia con le aree distrutte dal fuoco (in rosso)

L'incendio si sviluppò il 18 luglio nella periferia della città intorno alla via Krupnicza, nei pressi di un mulino per cereali, e venne attribuito ad un incidente causato da un mugnaio e da un fabbro durante la riparazione di alcune attrezzature. A causa dei forti venti, l'incendio crebbe di intensità e si diffuse agli edifici vicini fino a raggiungere il centro della città. In poche ore l'incendio colpì più di otto strade fino a che non venne circoscritto, anche grazie al contributo degli studenti della Università Jagellonica che impedirono che causasse danni seri alla biblioteca dell'università. La diffusione del fuoco venne interrotta in una giornata, ma ci vollero diversi giorni e l'intervento dell'esercito per estinguerlo completamente.
L'incendiò causò la distruzione del 10% della città e fu il principale responsabile della successiva stagnazione economica della città.
Come effetto positivo ebbe quello di aumentare il budget a disposizione nella lotta agli incendi della città, anche se il primo servizio antincendio venne istituito solo nel 1865.

## Edifici distrutti o danneggiati
- Palazzo vescovile[5]
- Palazzo Wielopolski[6]
- Chiesa di San Francesco d'Assisi[7]
- Basilica della Santa Trinità[8]